# Sakurada Jisuke I.
Sakurada Jisuke I. (jap. 桜田 治助; * 1734 in Edo; † 1806 ebenda) war ein japanischer Kabuki-Autor.
Sakurada war Schüler von Horikoshi Nisoji. 1762 ging er als Theaterautor nach Kyōto. Ab 1765 war er Hauptautor am Morita-za („Morita-Theater“) in Edo. Er schrieb u. a. für die Schauspieler Ichikawa Danjūrō III. und Ichikawa Danjūrō V. sowie Matsumoto Kōshirō V. Er hatte den Ruf eines scharfzüngigen Satirikers und war ein Meister des Genres Sewamono (Dramen des täglichen Lebens).
Neben 120 Schauspielen verfasste Sakurada 100 Tanzdramen. Viele seiner Stücke, darunter Oshiegusa Yoshiwara suzume (1768) und Date kurabe Okuni Kabuki (「伊達競阿国戯場, 1778), werden bis zur Gegenwart gespielt.  Sein Name wurde von einer Reihe von Schülern übernommen, deren bekannteste Sakurada Jisuke II. und dessen Schüler Sakurada Jisuke III. waren.